# Sirohi
Sirohi è una suddivisione dell'India, classificata come municipality, di 35.531 abitanti, capoluogo del distretto di Sirohi, nello stato federato del Rajasthan. In base al numero di abitanti la città rientra nella classe III (da 20.000 a 49.999 persone).

## Geografia fisica
La città è situata a 24° 52' 60 N e 72° 52' 0 E e ha un'altitudine di 320 m s.l.m..

## Società

### Evoluzione demografica
Al censimento del 2001 la popolazione di Sirohi assommava a 35.531 persone, delle quali 18.777 maschi e 16.754 femmine. I bambini di età inferiore o uguale ai sei anni assommavano a 5.140, dei quali 2.834 maschi e 2.306 femmine. Infine, coloro che erano in grado di saper almeno leggere e scrivere erano 23.346, dei quali 14.307 maschi e 9.039 femmine.